# Еразм Довгірд
Еразм Довгірд — литовський боярин, військовик, суддя. Представник роду
Довгірдів, син Богдана. В 1546 році придворний королевича Сігізмунда Августа. В травні 1557 року король доручив місію посла до хана перекопського Девлет-Ґерая, ображеного на ВКЛ за відсутність литовського війська під час нападу на Московію; мав звільнити посла Андрія Одинцевича. З 1560 до 1563 року на чолі завербованої ним роти литовських найманців-вершників під командуванням Єроніма Ходкевича брав участь в обороні Інфляндії від нападу московитів. З 1564 року осів у дідичних маєтках в Троцькому повіті. З 1565 року — суддя в цьому повіті.